# Jennifer Serrano
 (novembre 2018).
Si vous disposez d'ouvrages ou d'articles de référence ou si vous connaissez des sites web de qualité traitant du thème abordé ici, merci de compléter l'article en donnant les références utiles à sa vérifiabilité et en les liant à la section « Notes et références ».
Jenny (de son vrai nom Jennifer Serrano) est une chanteuse espagnole née dans les Asturies, ayant représenté l'Andorre au Concours Eurovision de la chanson 2006.

## Présentation
Au cours d'un gala organisé et filmé en direct par la télévision andorrane Andorra Televisió, et en présence de Marta Roure (représentante en 2004) et de Marian van de Wal (représentante en 2005), Jennifer a été sélectionnée avec la chanson en catalan Sense Tu (Sans toi) pour représenter la principauté d'Andorre au Concours Eurovision 2006 à Athènes, en Grèce.
La voix de la chanteuse a impressionné les membres du jury andorran, qui l'ont qualifiée pour être la troisième interprète à défendre les couleurs de ce pays situé au cœur des Pyrénées.
Jennifer a enregistré sa chanson aux studios Ten Productions à Sabadell. Rafael Artesero, qui avait composé la chanson andorrane de 2005 La Mirada Interior est également derrière ce nouveau titre en catalan.